# Szalom

Zapis w piśmie hebrajskim

Szalom (hebr. ‏שָׁלוֹם‎ szalom, jid. ‏שלום‎ szolem, „pokój”) – słowo używane przez Żydów jako przywitanie.
Występuje także w złożeniu szalom alejchem (hebr. ‏שָׁלוֹם עֲלֵיכֶם‎ szalom ale(j)chem, jid. ‏שלום־עליכם‎ szolem-alejchem), co oznacza „pokój wam”, a na co odpowiada się najczęściej alejchem szalom (hebr. ‏עֲלֵיכֶם שָׁלוֹם‎ ale(j)chem szalom, jid. ‏עליכם־שלום‎ alejchem-szolem) – „i wam pokój”.
Odpowiednikiem arabskim jest salam (alejkum).